# Divalia Fossae
Divalia Fossae este cea mai mare din seria de șanțuri ecuatoriale paralele de pe gigantul asteroid 4 Vesta. Este una dintre cele mai lungi prăpastii din Sistemul Solar, care se întinde pe aproximativ două treimi din ecuatorul lui Vesta. Sistemul de șanțuri este numit după festivalul roman Divalia; numele Divalia Fossae a fost aprobat oficial de Uniunea Astronomică Internațională (IAU) la 27 decembrie 2011.

## Geologie
Divalia Fossae este unul dintre cele două sisteme de șanțuri majore ale Vestei, celălalt fiind Saturnalia Fossae. Divalia Fossae este formată din numeroase – în unele regiuni, până la șapte – șanțuri paralele, cu diametrul de la câteva sute de metri până la aproximativ 20,5 kilometri. Șanțurile sunt aproximativ paralele cu ecuatorul lui Vesta, încercuind aproximativ două treimi din corp. Divalia Fossae se termină în zonele înalte cu cratere din Vestalia Terra. Divalia Fossae se suprapune la rândul său pe șanțurile lui Saturnalia Fossae, ceea ce înseamnă că Divalia Fossae este cel mai tânăr dintre cele două sisteme de șanțurii; în 2021, o echipă de oameni de știință planetari condusă de HCJ Cheng a folosit numărarea craterelor pentru a estima vârsta lui Divalia Fossae la aproximativ 3,4-3,6 miliarde de ani.
Șanțurile Divalia Fossae par să curgă concentric în jurul bazinului de impact Rheasilvia. Ca atare, ipotezele timpurii ale originii Divalia Fossae au invocat evenimentul de impact care a creat Rheasilvia, cu energia din evenimentul de impact spulberând scoarța Vestei și ducând la falii normale de-a lungul ecuatorului său. Estimările vârstei lui Divalia Fossae prin numărarea craterelor sunt de acord cu vârsta bazinului Rheasilvia, susținând o relație între cele două. Cu toate acestea, șanțurile Divalia Fossae nu sunt cu adevărat concentrice față de centrul Rheasilvia. Mai mult, cel mai nordic dintre șanțurile Divalia Fossae decupează secțiuni transversale din marginea lui Rheasilvia. Deoarece formarea lui Rheasilvia a durat aproximativ 2-3 ore, iar modelele de fracturare în interiorul Vestei au loc în doar câteva minute, acest lucru implică faptul că Divalia Fossae s-a format după evenimentul de impact Rheasilvia. O ipoteză alternativă invocă adevărata rătăcire polară după evenimentul de impact Rheasilvia, evenimentul de impact scăzând perioada de rotație a lui Vesta. Reorientarea și accelerarea Vestei este capabilă să inducă tensiuni de-alungul ecuatorului Vestei, rămânând în același timp în concordanță cu caracteristicile observate ale Divalia Fossae. O a doua ipoteză propune în schimb că Divalia Fossae reprezintă o serie mare de lanțuri de cratere (catenae) din resturile ejectate de formarea Rheasilvia.